# Vladimir Gabulov
Vladimir Borisovitj Gabulov (russisk: Владимир Борисович Габулов, tr. Vladimir Borisovitj Gabulov; født 19. oktober 1983 i Mozdok, Sovjetunionen) er en russisk fodboldspiller (målmand), der spiller for Club Brugge i Belgiens liga.

## Klubkarriere
Gabulov startede sin seniorkarriere i 1999, og har siden da repræsenteret blandt andet Dynamo Moskva, CSKA Moskva, Anzhi Makhachkala, FC Amkar Perm og FC Kuban Krasnodar. I januar 2018 skiftede han for første gang til en udenlandsk klub, da han skrev kontrakt med Club Brugge i Belgien.

## Landshold
Gabulov debuterede for Ruslands landshold 22. august 2007 i en venskabskamp mod Polen. Han har siden repræsenteret Rusland ved både EM 2008 i Østrig/Schweiz samt Confederations Cup 2017 og VM 2018, begge på hjemmebane.